# Leccinum variicolor
Leccinum variicolor (Roy Watling, 1969), denumit în popor hrib negru, este o specie de ciuperci comestibile din  încrengătura Basidiomycota, în familia Boletaceae și de genul Leccinum. Acest burete coabitează, fiind un simbiont micoriza (formează micorize pe rădăcinile arborilor). În România, Basarabia și Bucovina de Nord se dezvoltă numai sub mesteceni prin mlaștini și turbării pe sol acru. Ciuperca crește solitar sau în grupuri mici de 3-5 exemplare, din iunie până la sfârșitul lui octombrie.

## Descriere
- Pălăria: are un diametru de 6-15 cm, este, la început semisferică cu marginea răsfrântă spre picior, apoi convexă și la bătrânețe extinsă și foarte spongioasă. Cuticula este netedă, catifelată pe vreme uscată, dar unsuroasă pe vreme umedă, atârnând în vârstă ușor deasupra marginea pălăriei. Culoarea ei diferă de la gri închis, ca acoperit cu funingine, peste gri-maro închis, brun-roșiatic, până la brun-negricios.
- Tuburile și porii: sunt lungi (2,5-3 cm) și subțiri, devenind repede spongioase și boltite sub pălărie, fiind inițial de culoare albă până alb-rozalie, cu tendința de a îngălbenii la maturitate, la bătrânețe  de un galben-crem murdar. Ele devin încet ocru-roșiatice prin apăsare. Porii sunt mici, rotunzi, relativ deși și colorați la început alb, devenind mai târziu gri până gri-albăstrui.
- Piciorul: are o înălțime de 7 până la 15 cm și o lățime de  1,5 până la 3,5 cm, fiind destul de lung, plin, cilindric, ușor subțiat către vârf, de culoare albicioasă până alb-cenușie și acoperit neregulat de solzișori aspri, tineri cenușii, apoi (brun)-negricioși.
- Carnea: este numai în tinerețe compactă și tare, devenind repede moale și apoasă, cu miros slab dar plăcut și de gust apreciabil. Carnea albă (mai târziu crem), se decolorează odată tăiată la contactul cu oxigenul atmosferic în pălărie și picior palid roz, căpătând după ceva timp tonuri albăstruie, iar la bază verde-albăstruie. Datorită acestor caracteristici ciuperca poartă epitetul variicolor. Mirosul este slab și nespecific, gustul plăcut.
- Caracteristici microscopice: are spori gălbui, fusiformi și au o mărime de 12,5-16 x 4,5-6 microni.[3][4]
- Reacții chimice: Buretele se decolorează prin adăugare de Hidroxid de amoniu galben-verzui aprins, iar cu Sulfat de fier albastru--verzui.[5]

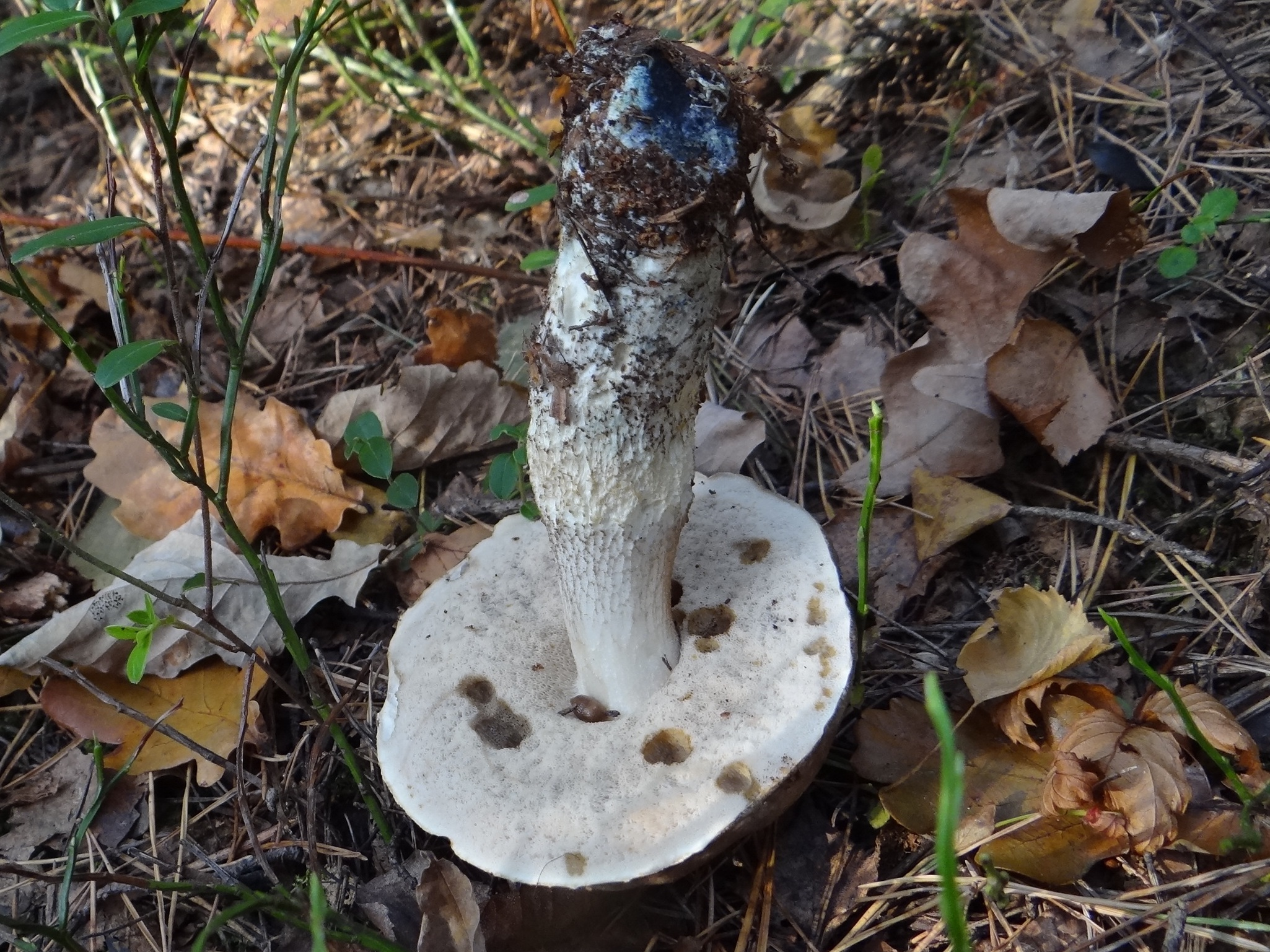
L. variicolor pori și lamele
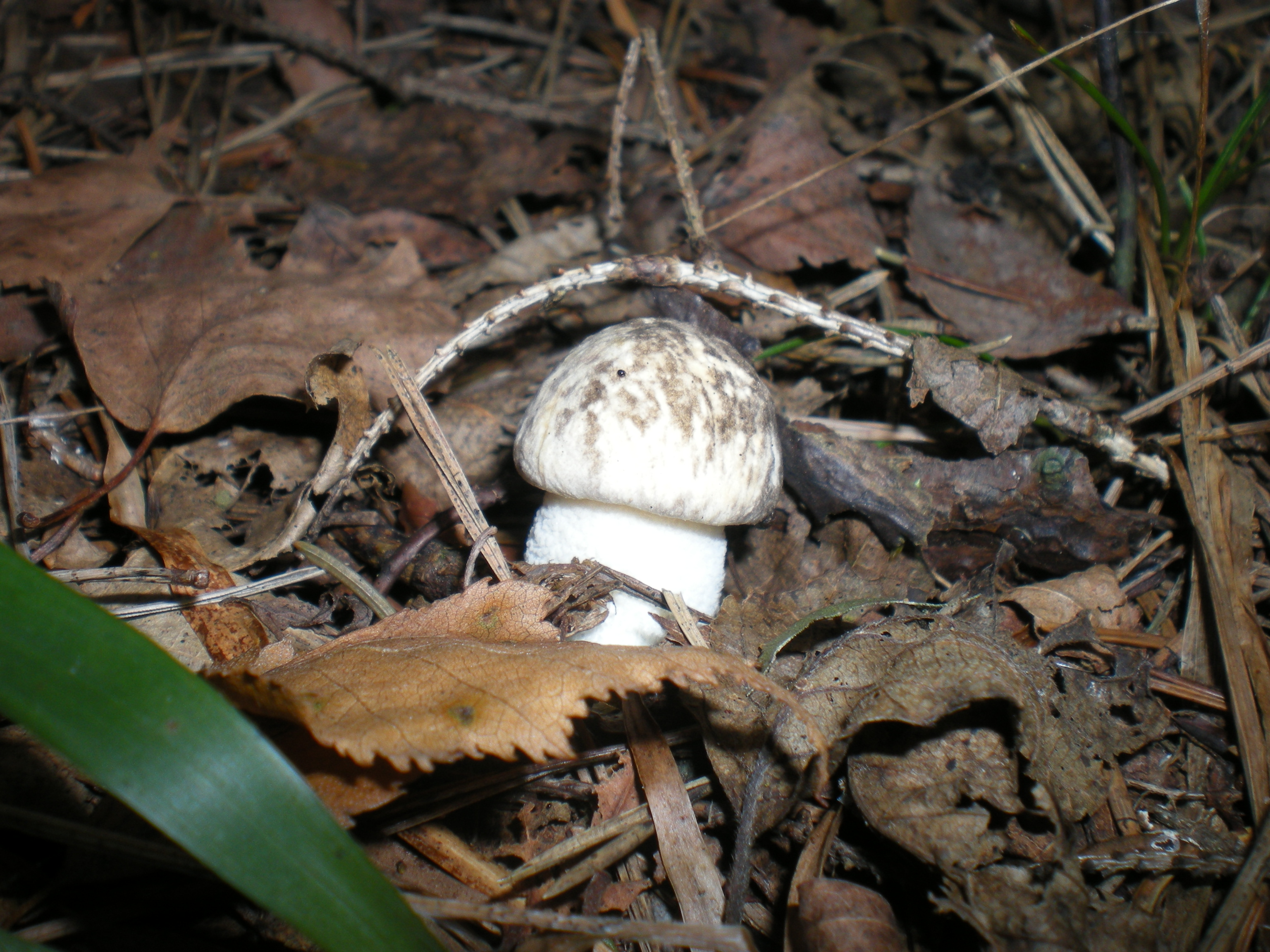
L. variicolor tânăr
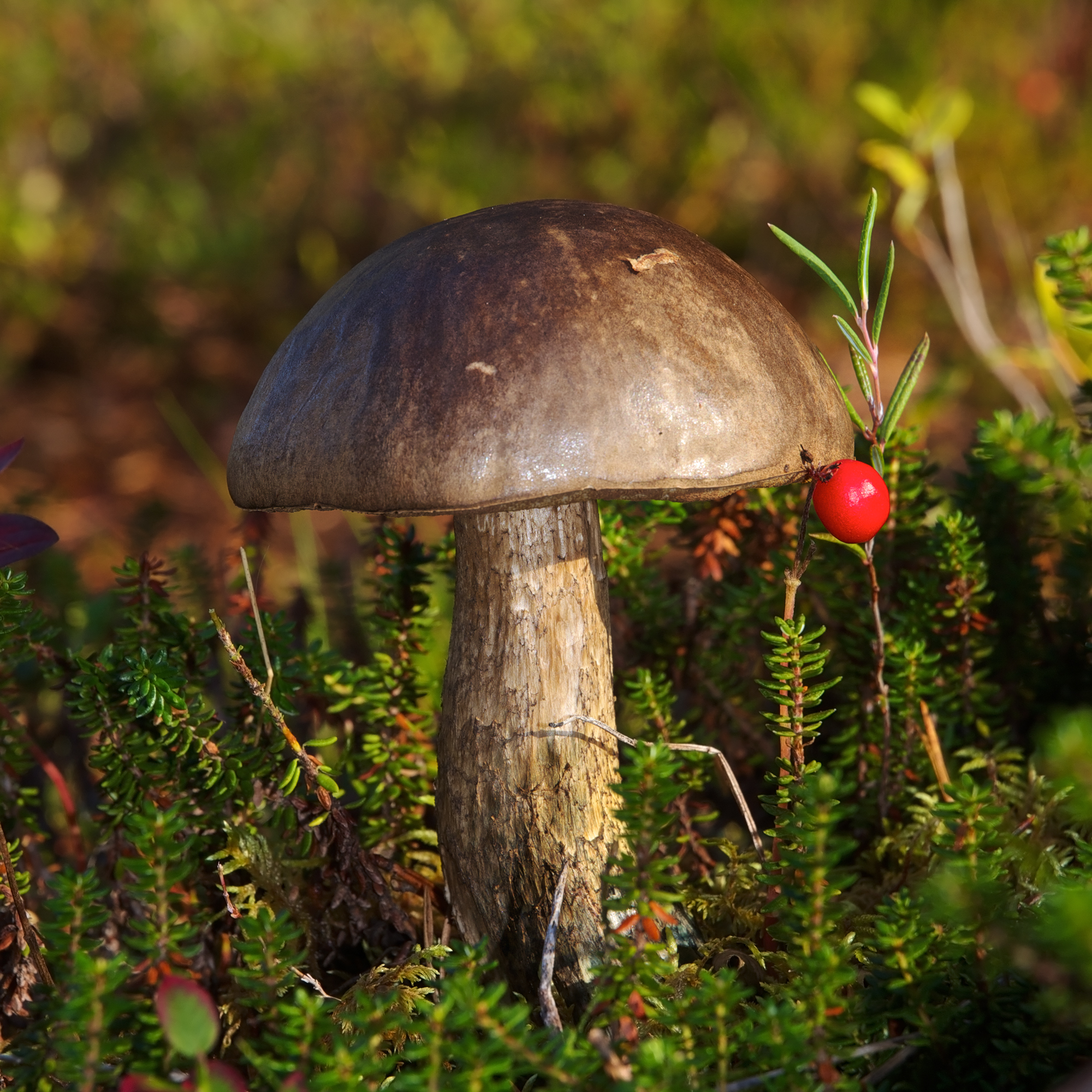
L. variicolor bătrân
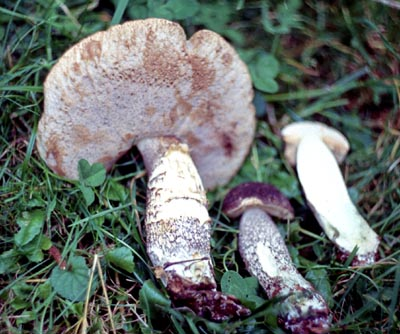
L. variicolo, înjumătățit și pori

## Confuzii
Buretele nu poate fi confundat cu ciuperci necomestibile sau chiar otrăvitoare, ci numai cu specii aproape înrudite, ca de exemplu cu Leccinellum crocipodium sin. Leccinum crocipodium (comestibil), Leccinum aurantiacum (crește în păduri de foioase în special sub plopi precum plopi tremurători, dar de asemenea pe sub sălcii), Leccinum carpini, Leccinum holopus, Leccinum griseum, Leccinum pseudoscabrum (trăiește în păduri de foioase în special sub carpeni dar și sub aluni, mesteceni sau plopi), Leccinum duriusculum (se dezvoltă aproape numai sub plopi tremurători), Leccinum melaneum, Leccinum piceinum (se găsește în păduri de conifere, mai ales sub molizi pe lângă afine), Leccinum quercinum (crește sub stejari), Leccinum roseofracta (trăiește sub mesteceni), Leccinum scabrum (se dezvoltă în păduri de foioase, în special sub mesteceni), Leccinum thalassinum (apare sub mesteceni pe teren nisipos și umed, este destul de răspândit, dar numai puțin cunoscut), Leccinum versipelle (crește în păduri de foioase, parcuri și pajiști sub mesteceni, plopi precum plopi tremurători, dar de asemenea pe sub sălcii), Leccinum vulpinum (se găsește în păduri sub pini de pădure) sau Porphyrellus pseudoscaber sin. Boletus porphyraceus (crește în păduri de foioase sau mixte, pe teren nisipos și pe lângă drumuri cu macadam, comestibil dar cam fibros).

## Galerie de imagini (specii asemănătoare)

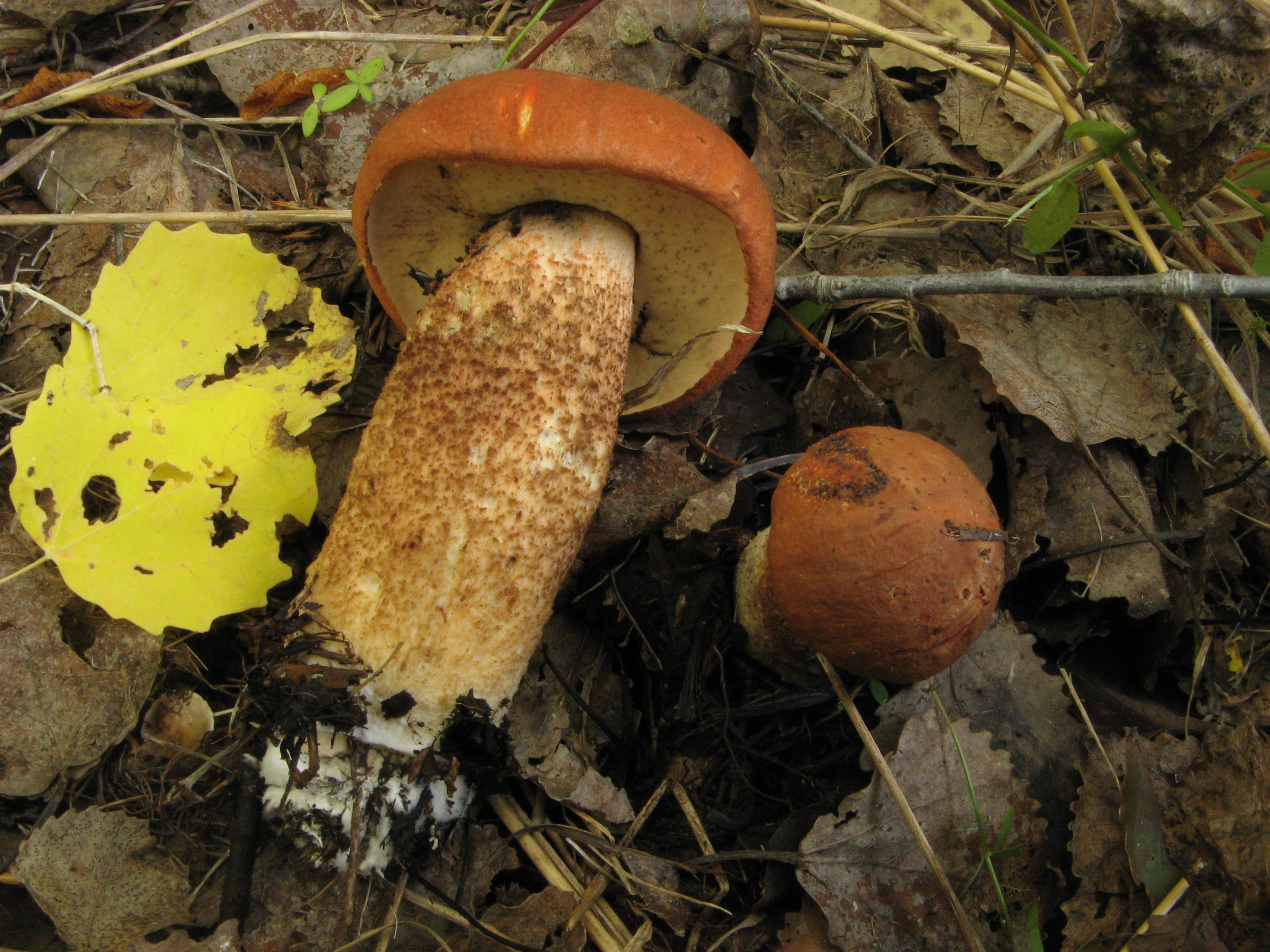
Leccinum aurantiacum
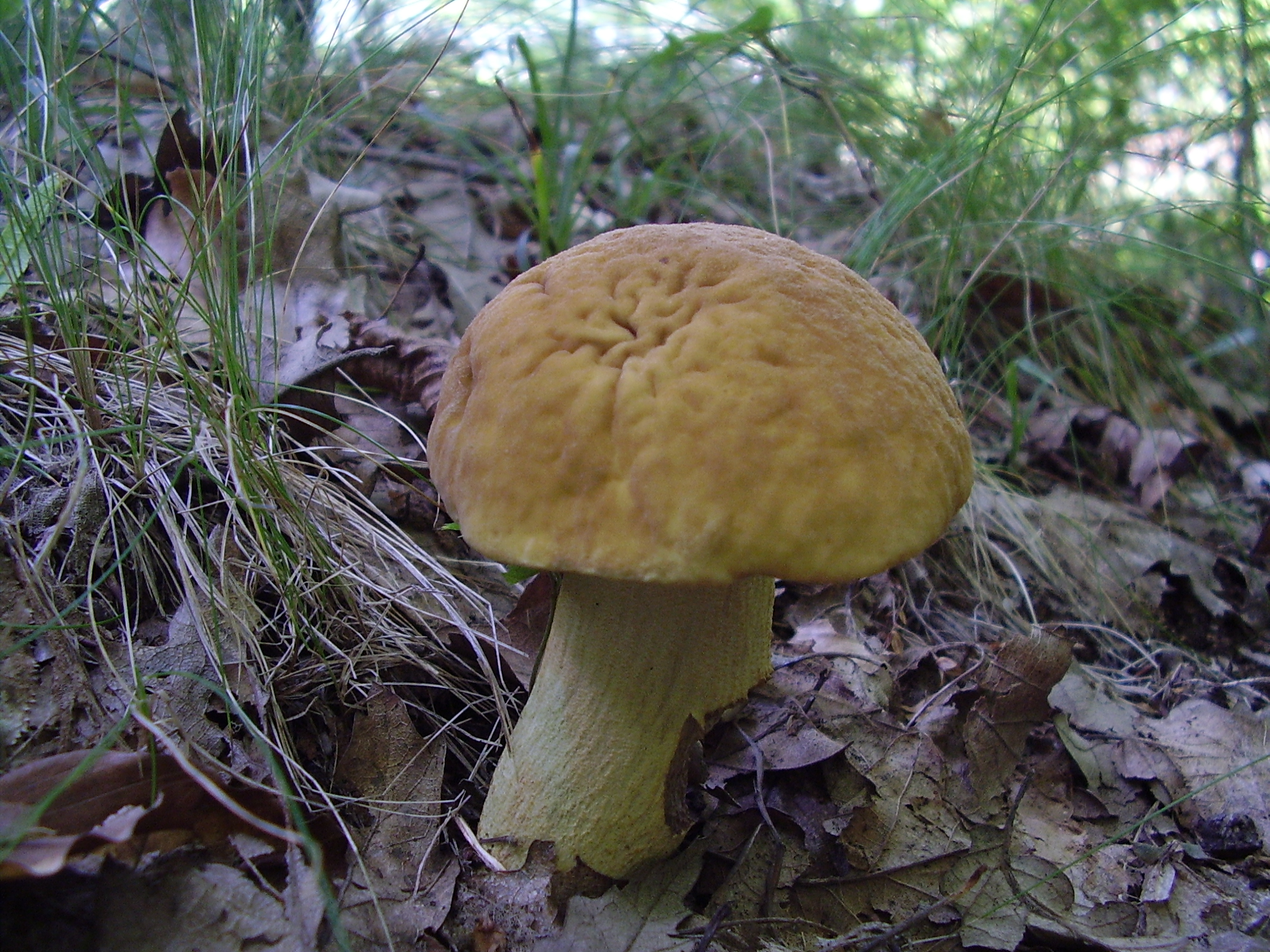
Leccinum crocipodium
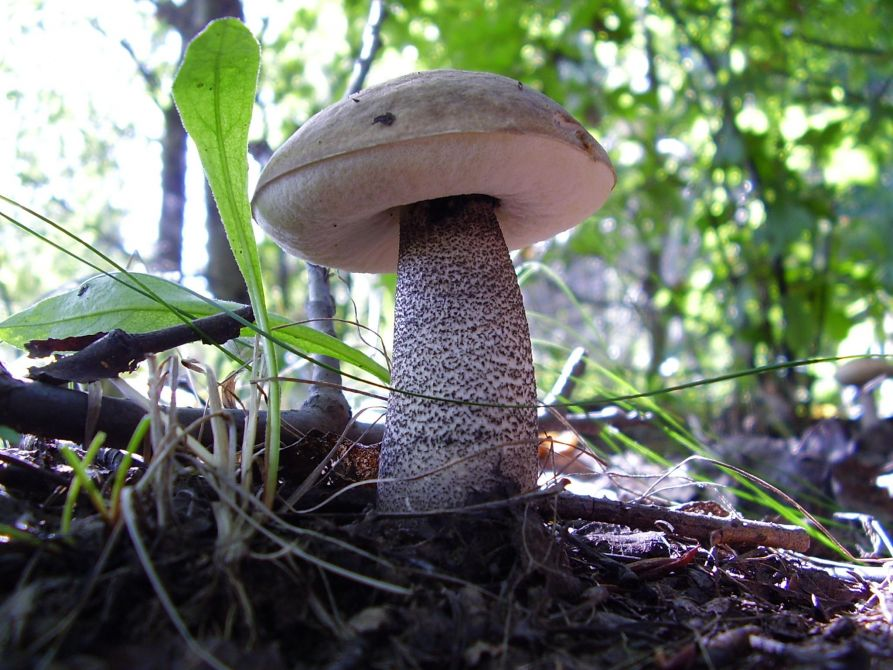
Leccinum duriusculum
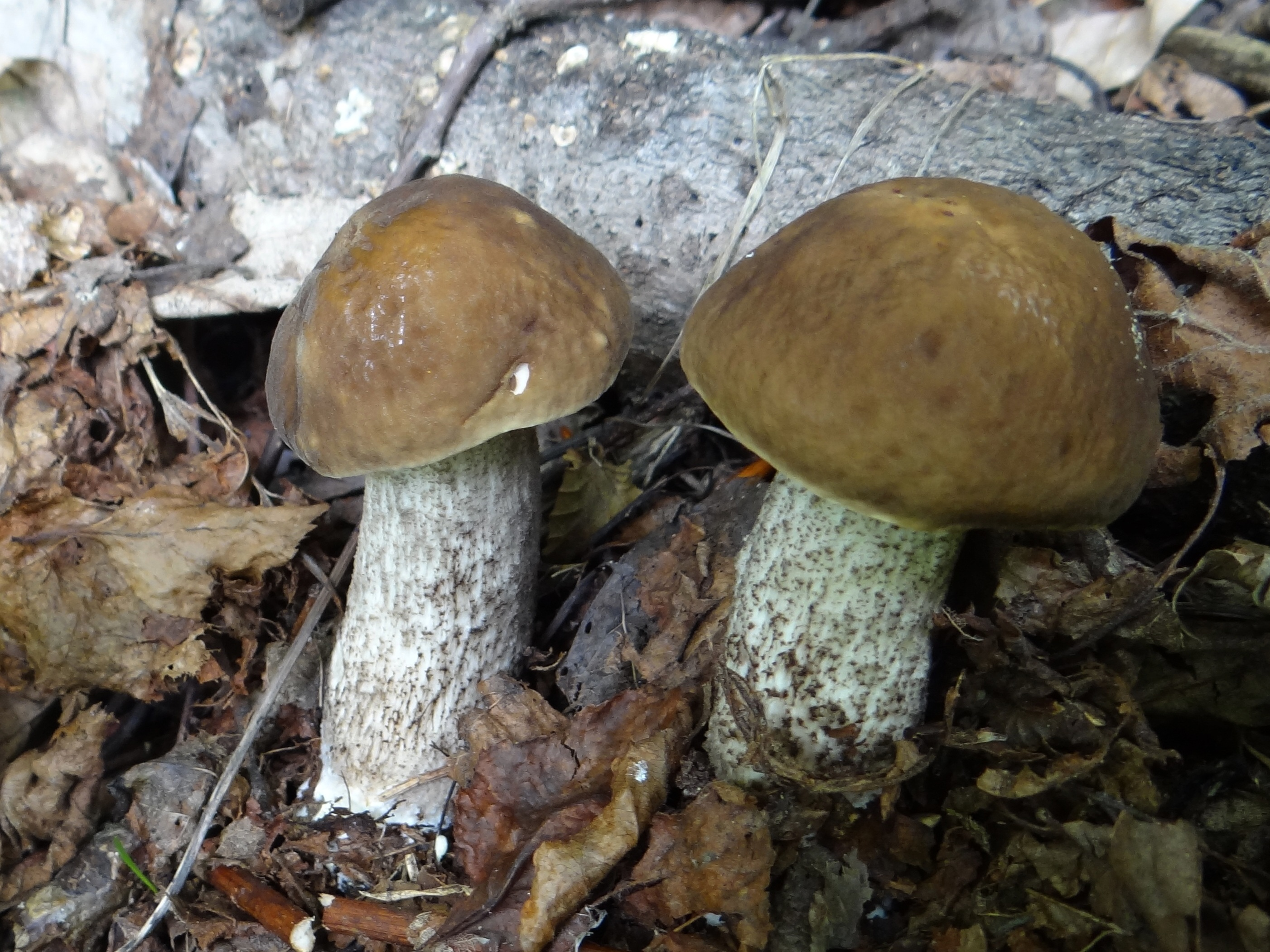
Leccinum griseum
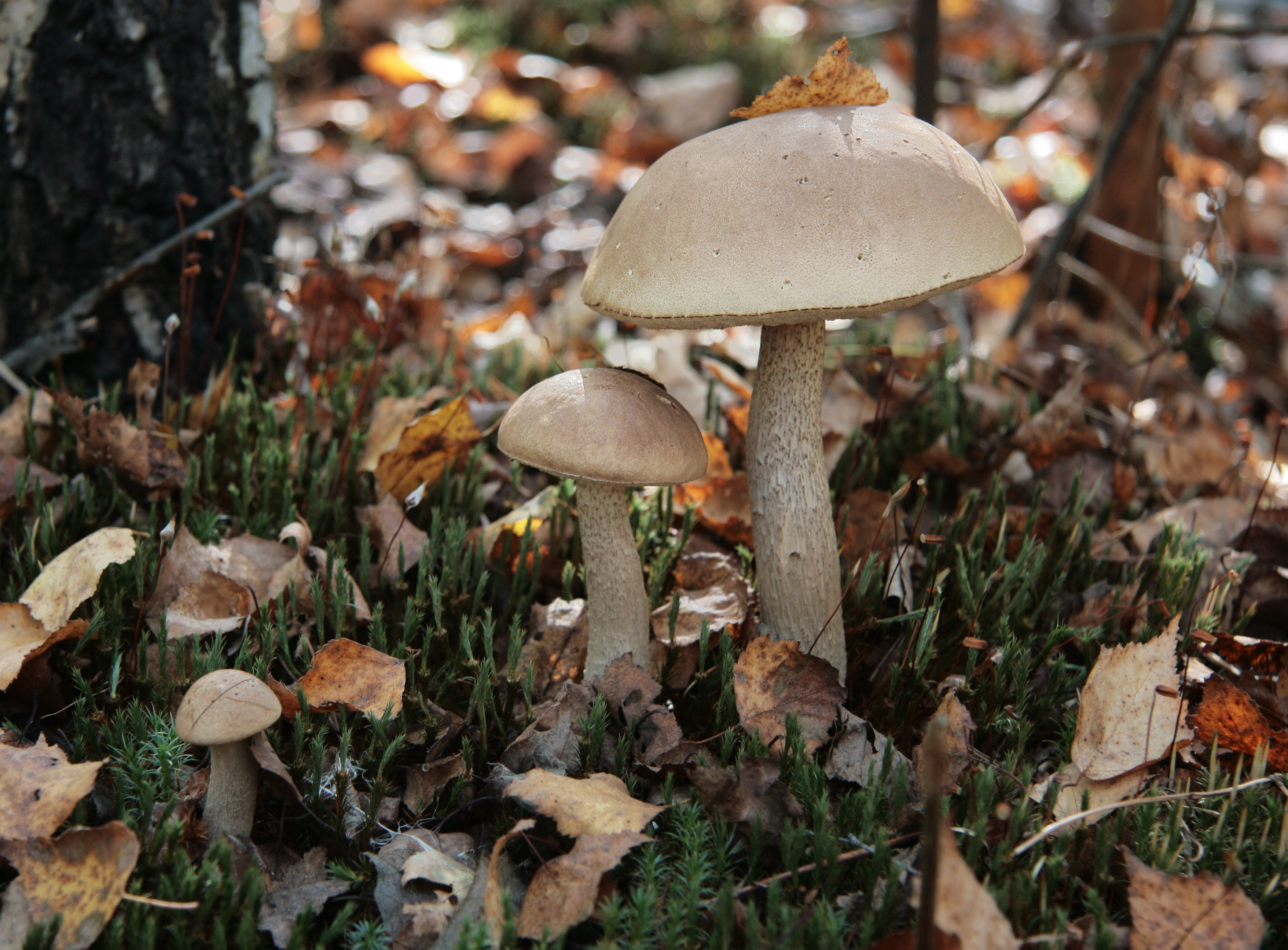
Leccinum holopus
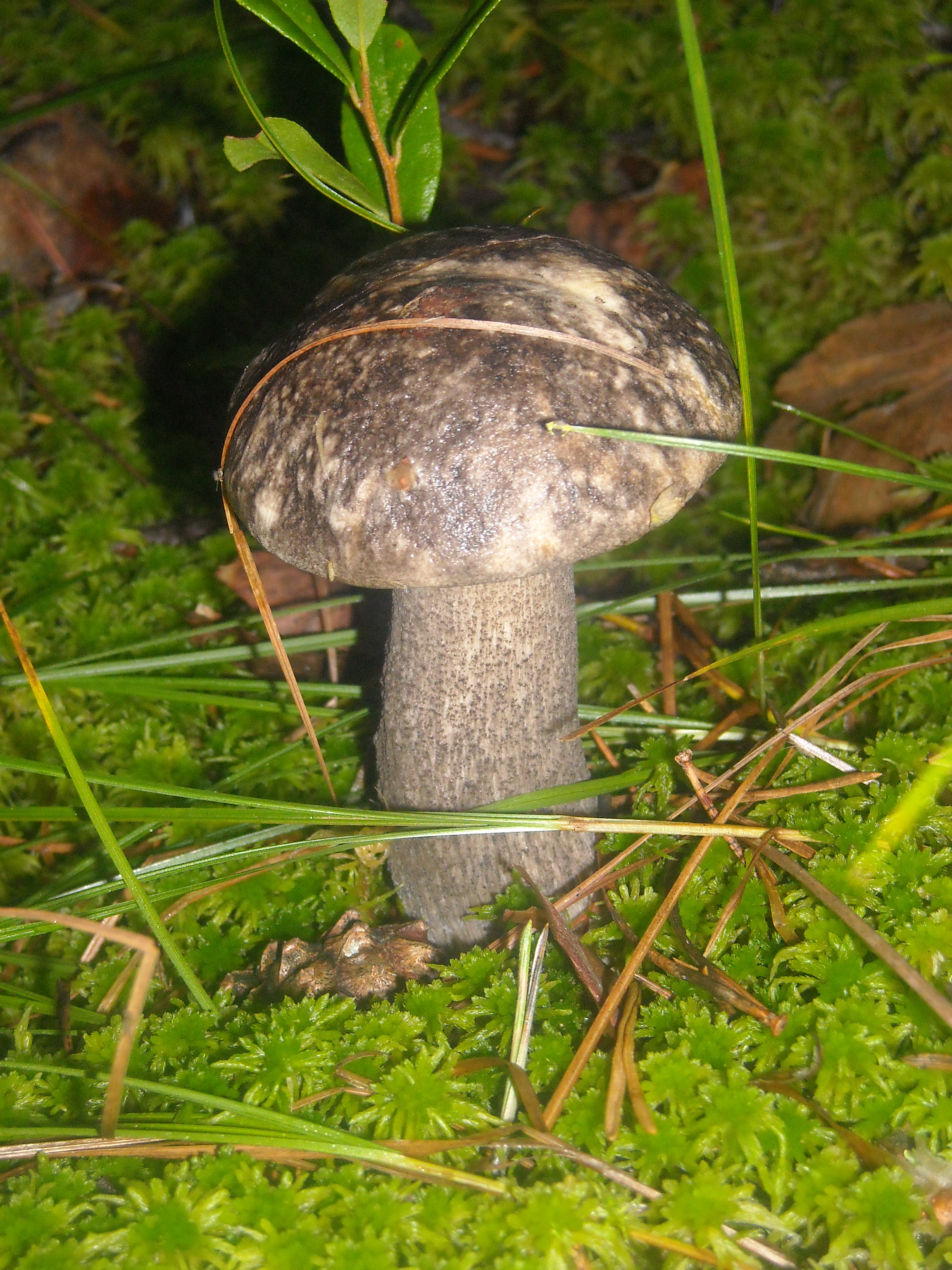
Leccinum melaneum
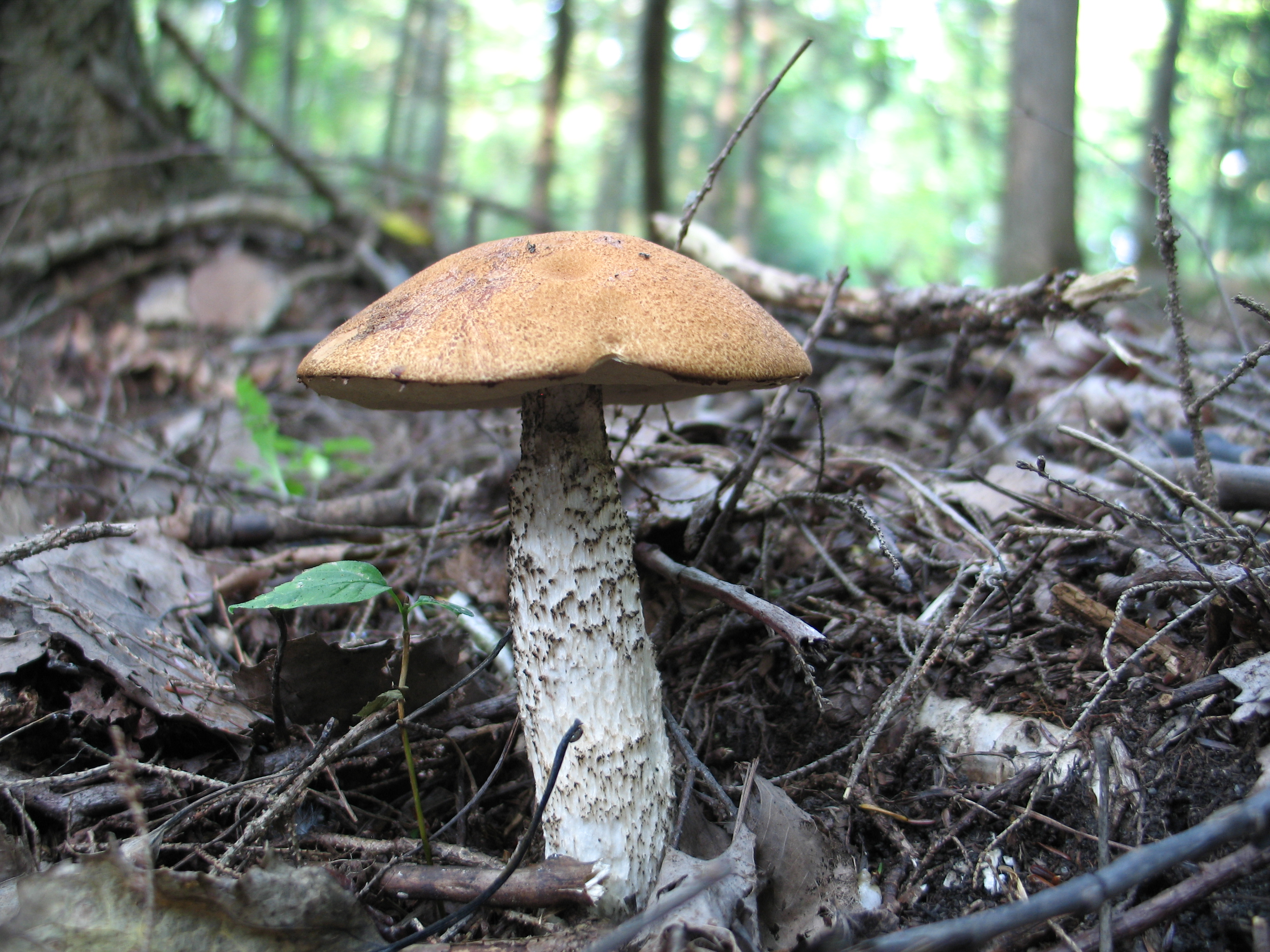
Leccinum piceinum

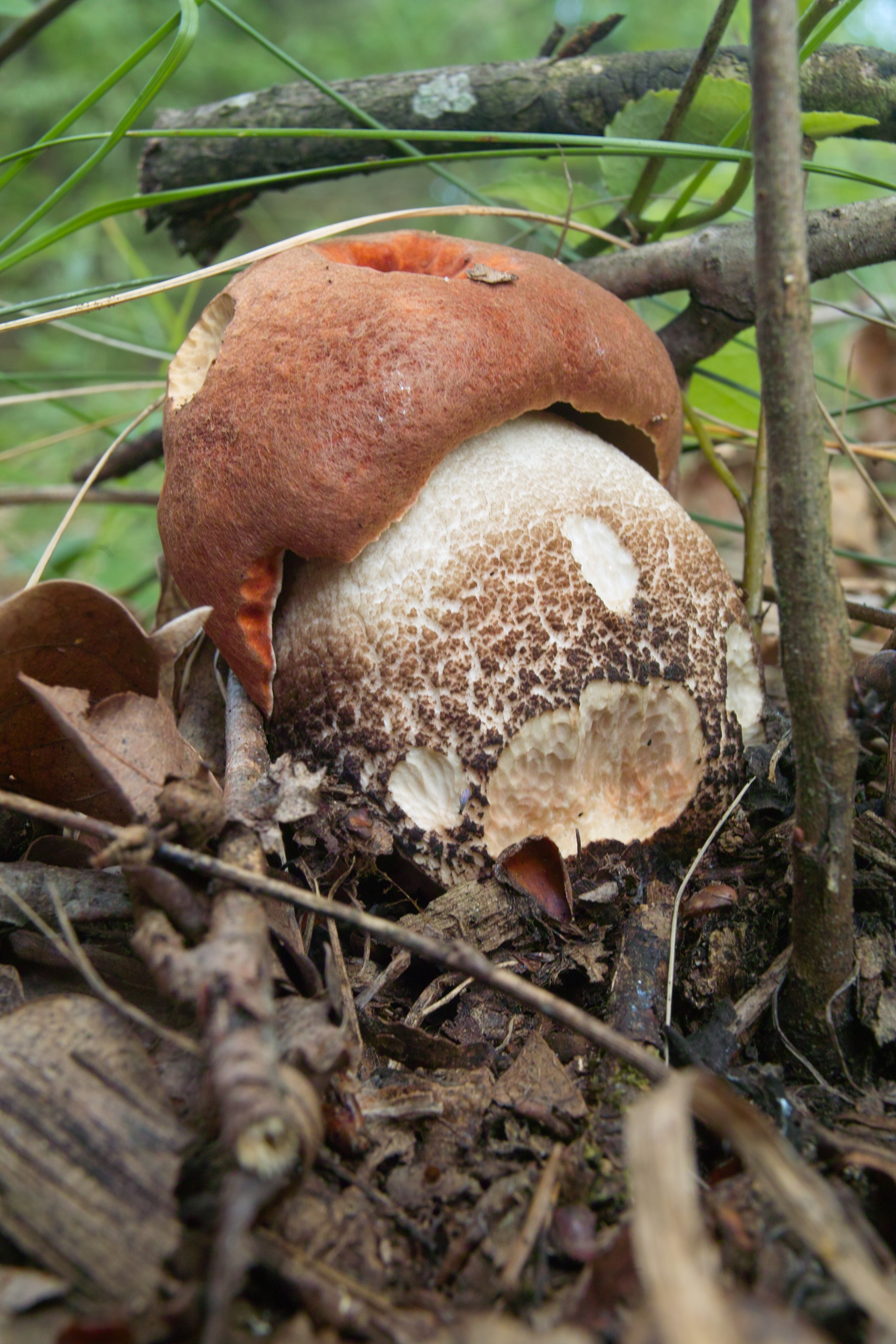
Leccinum quercinum
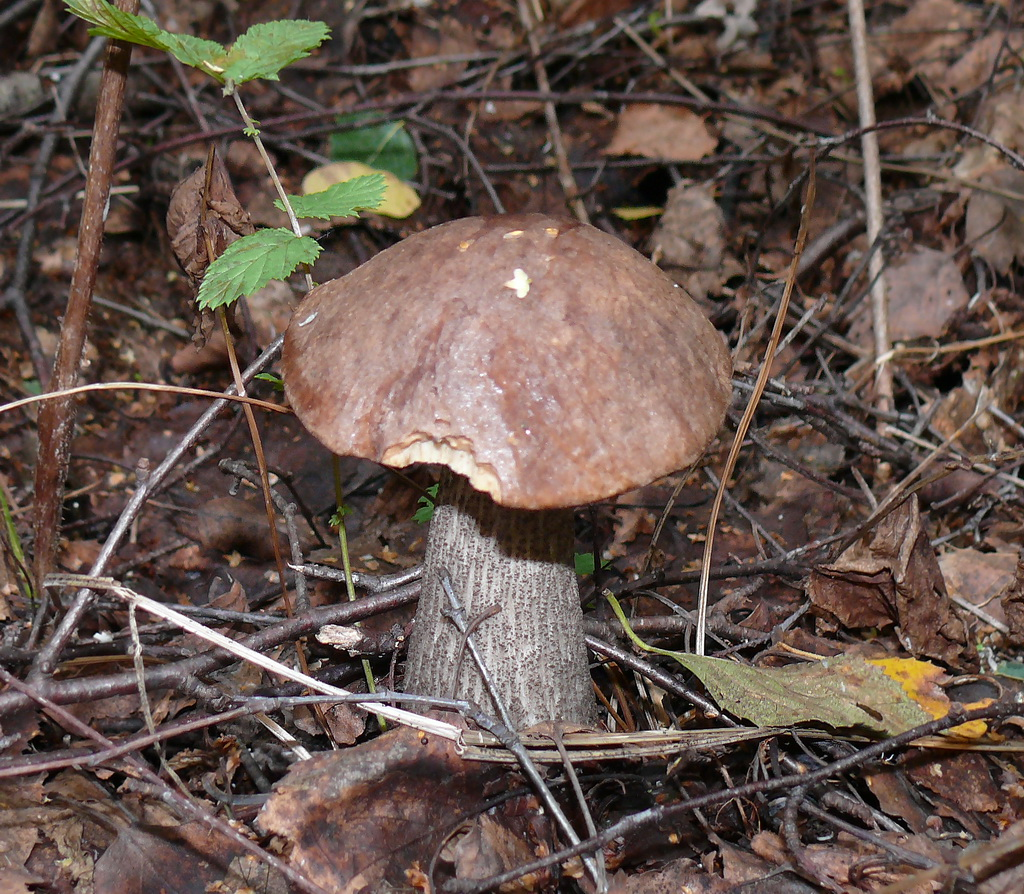
Leccinum scabrum
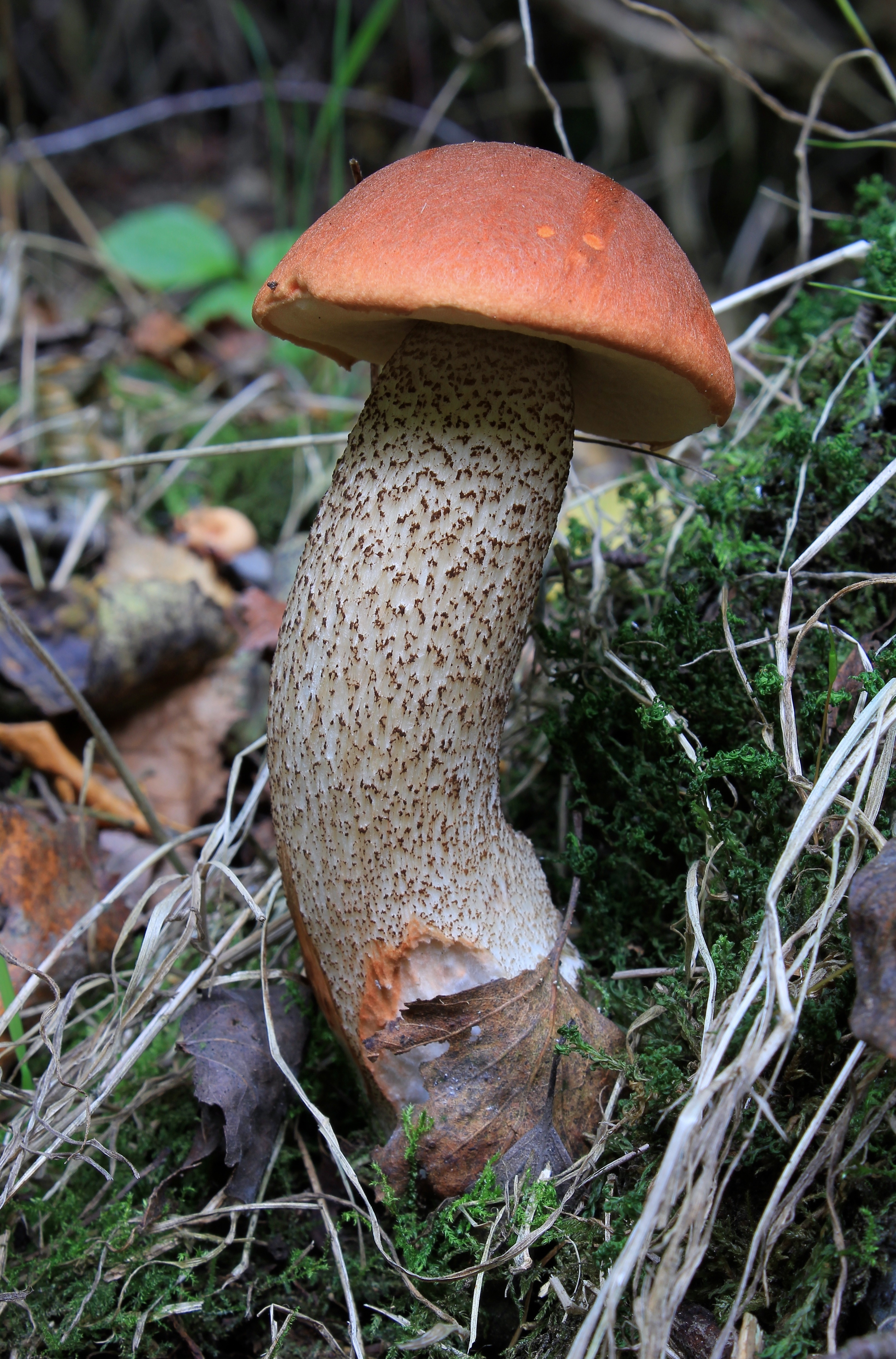
Leccinum versipelle
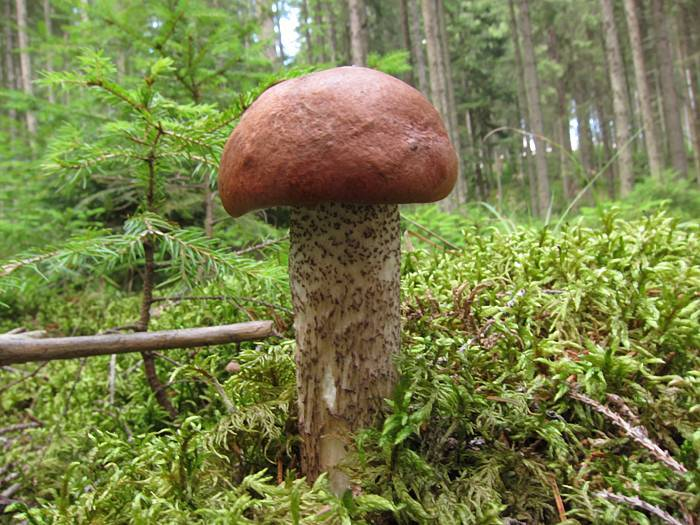
Leccinum vulpinum
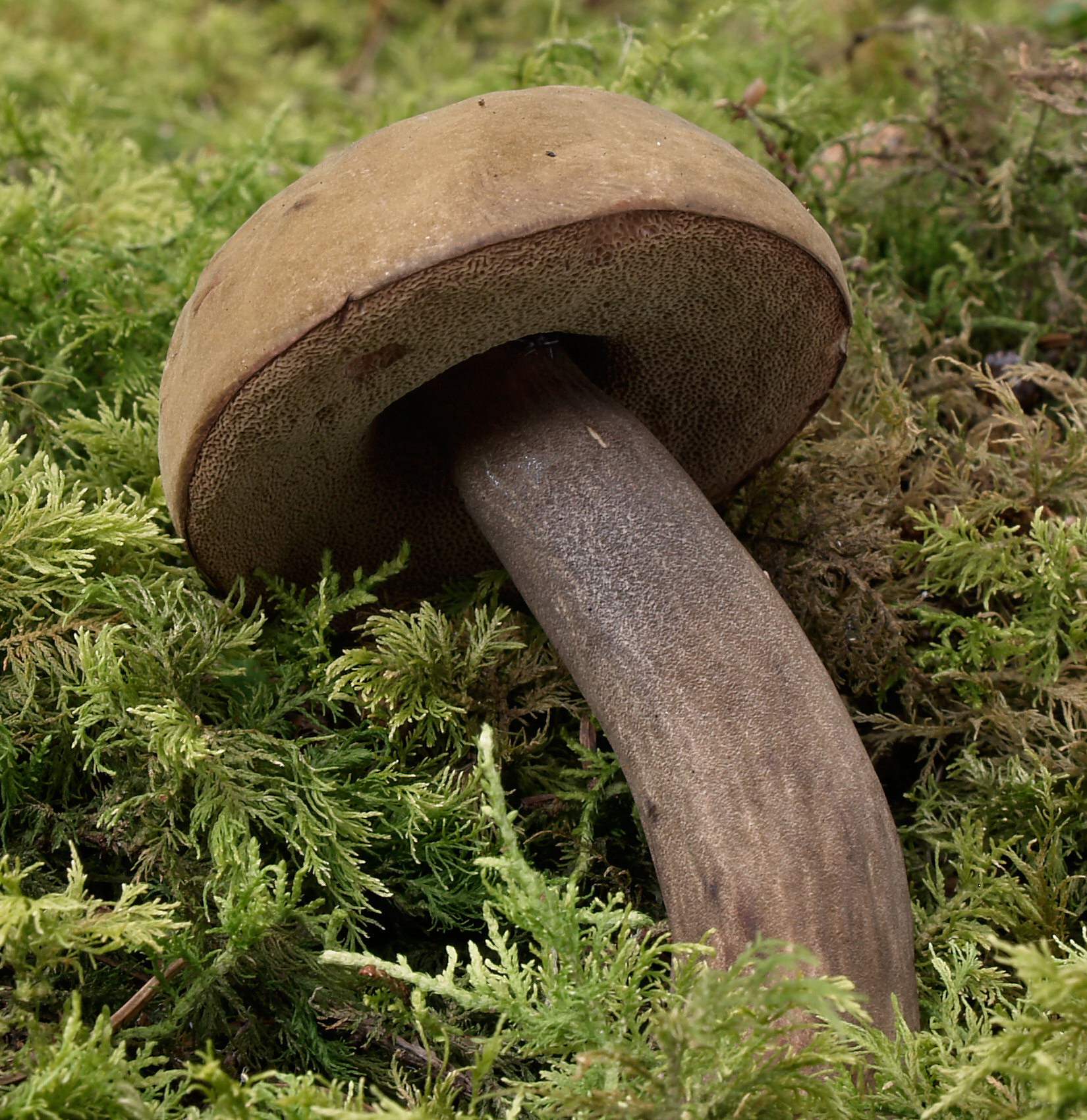
Porphyrellus pseudoscaber

## Valorificare
Această ciupercă are avantajul că este rareori atacată de viermi. Bureții tineri pot fi pregătiți, asemenea celalalt-or ale acestui gen, ca ciulama, sau adăugați la un sos de carne de vită sau vânat, cel mai bine împreună cu alte ciuperci de pădure. Hribul negru este comparabil în gustos cu multe alte ciuperci acestei specii, dar buretele devine cam repede foarte spongios și atunci nefolositor pentru bucătărie. Carnea se decolorează în timpul preparării negru.